# Alconchel de la Estrella
Alconchel de la Estrella – gmina w Hiszpanii, w prowincji Cuenca, w Kastylii-La Mancha, o powierzchni 42,94 km². W 2011 roku gmina liczyła 128 mieszkańców.